# Sony Alpha 100

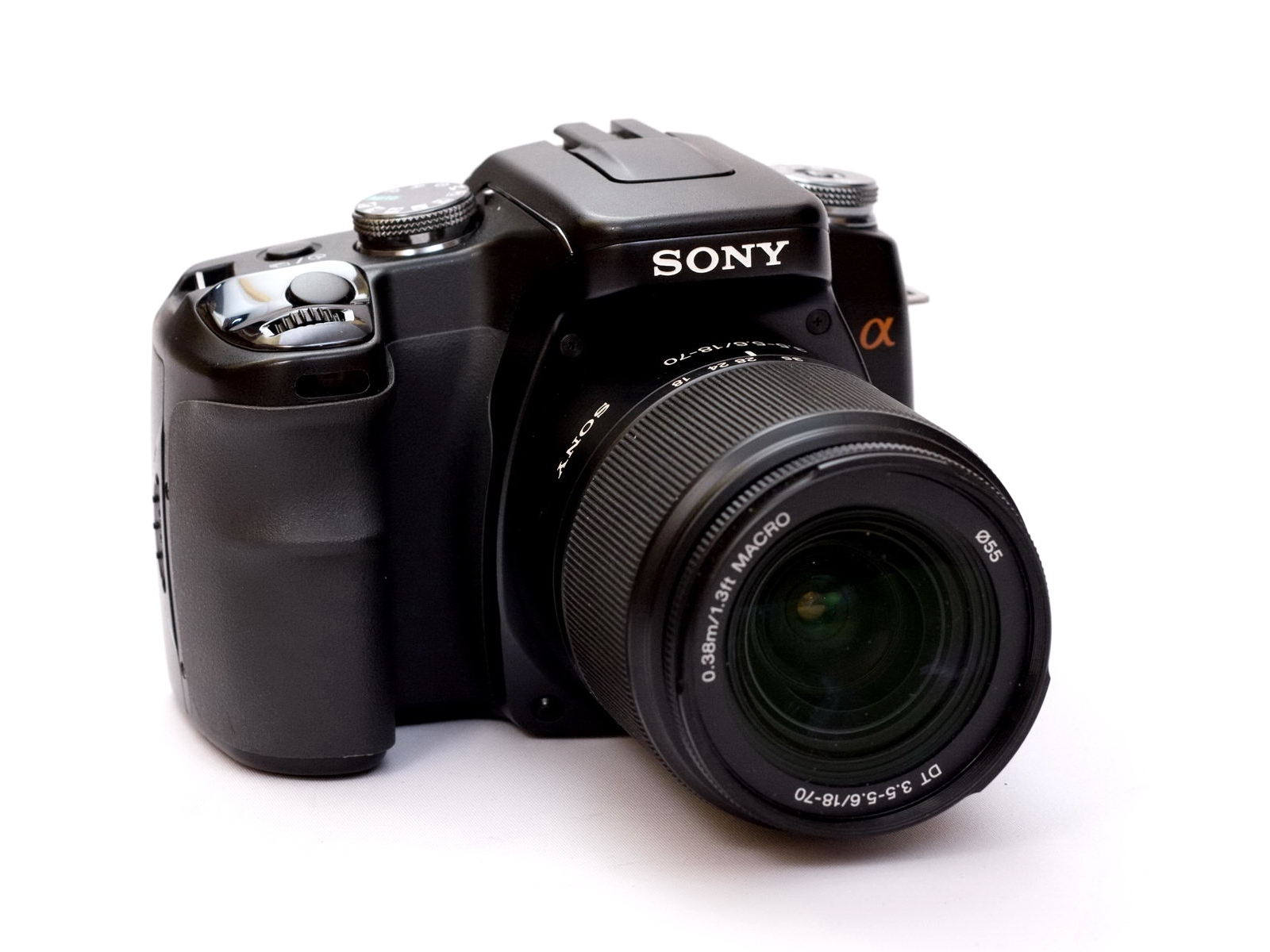
Sony α 100 con objetivo 18–70 mm

La Sony α100 (DSLR-A100) es la primera cámara réflex digital de objetivo único (DSLR) comercializada por Sony . Es el sucesor de los anteriores modelos DSLR de Konica Minolta (principalmente el Maxxum / Dynax 5D y 7D) a través de la compra de la división de cámaras Konica Minolta de Sony. 

## Características
La cámara sigue la serie del modelo Minolta Dynax y se la ve como el sucesor directo de la Dynax 5D , que se manifiesta claramente en apariencia, manejo y en la técnica subyacente. Por lo tanto, no es sorprendente que la α100 haya sido desarrollada demostrablemente por Konica Minolta, como lo demuestra un análisis del firmware, así como los números de código de Konica Minolta "2187" en el manual de servicio de la cámara.
La α100 conserva un diseño de cuerpo similar y mejoras reivindicadas en la función de estabilización de imagen de cambio de sensor Anti-Shake de Konica Minolta, que ahora se llama Super SteadyShot . Utiliza un sensor CCD de tamaño APS-C de 10,2 megapíxeles. Otra característica notable heredada de Konica Minolta es Eyestart, que proporciona la activación automática del enfoque automático al detectar la presencia del ojo del fotógrafo en el visor, lo que acelera la respuesta de la cámara.
Otra característica notable es un CCD que vibra automáticamente para eliminar el polvo cada vez que se apaga la cámara. El α100 comercializada por Sony y los revendedores a fines de julio de 2006 con precios MSRP de 1000 US $ con el kit de 18–70 mm f /3.5–f/5.6 y  900 US $ el cuerpo solo. La cámara conserva la misma montura de lente de enfoque automático que se introdujo con la Minolta Maxxum 7000 en 1985, lo que permite usar los millones de objetivos existentes para la Minolta AF.